# Jorge Guasch
Pour les articles homonymes, voir Guasch.
Jorge Alberto Guasch Bazán (né le 17 janvier 1961 à Itá au Paraguay) est un joueur de football international paraguayen, qui évoluait au poste de milieu de terrain.

## Biographie

### Carrière en sélection
Avec l'équipe du Paraguay, il joue 47 matchs (pour aucun but inscrit) entre 1985 et 1991. Il figure dans le groupe des sélectionnés lors de la Coupe du monde de 1986.
Il participe également aux Copa América de 1987 et de 1989.

## Palmarès
Club Olimpia
| - Championnat du Paraguay (9) : - Champion : 1978, 1979, 1980, 1981, 1982, 1983, 1985, 1988 et 1989. - Copa Libertadores (2) : - Vainqueur : 1979 et 1990. - Copa Interamericana (1) : - Vainqueur : 1979. |  | - Coupe intercontinentale (1) : - Vainqueur : 1979. - Supercopa Sudamericana (1) : - Vainqueur : 1990. - Recopa Sudamericana (1) : - Vainqueur : 1990. |